# Torneo de Atlanta 2023
El Atlanta Open 2023 fue un torneo de tenis perteneciente al ATP Tour 2023 en la categoría ATP Tour 250. El torneo tuvo lugar en la ciudad de Atlanta (Estados Unidos) desde el 24 hasta el 30 de julio sobre pistas rápidas.

## Distribución de puntos
| Modalidad            | Campeón | Finalista | Semifinales | Cuartos de final | 2ª ronda | 1ª ronda | Clasificados | 2ª ronda de clasificación | 1ª ronda de clasificación |
| Individual masculino | 250     | 165       | 100         | 50               | 25       | 0        | 13           | 7                         | 0                         |
| Dobles masculino     | 250     | 150       | 90          | 45               | 20       | 0        | -            | -                         | -                         |

## Cabezas de serie

### Individuales masculino
| Tenista             | Ranking | Preclasificados |
| Taylor Fritz        | 9       | 1               |
| Álex de Miñaur      | 18      | 2               |
| Daniel Evans        | 29      | 3               |
| Yoshihito Nishioka  | 30      | 4               |
| Christopher Eubanks | 31      | 5               |
| Ben Shelton         | 39      | 6               |
| Ugo Humbert         | 40      | 7               |
| Jeffrey John Wolf   | 47      | 8               |

- Ranking del 17 de julio de 2023.[2]

### Dobles masculino
| Tenista                              | Ranking | Preclasificados |
| Jamie Murray Michael Venus           | 50      | 1               |
| Nicolas Mahut Édouard Roger-Vasselin | 54      | 2               |
| Marcelo Melo John Peers              | 65      | 3               |
| Nathaniel Lammons Jackson Withrow    | 69      | 4               |

## Campeones

### Individual masculino
Taylor Fritz venció a  Aleksandar Vukic por 7-5, 6-7(5-7), 6-4

### Dobles masculino
Nathaniel Lammons /  Jackson Withrow vencieron a  Max Purcell /  Jordan Thompson por 7-6(7-3), 7-6(7-4)